# قربان‌گاه (فیلم)
«قربان‌گاه» (انگلیسی: Altar (film)) یک فیلم است.